# はぐれ医者・お命預かります!
『はぐれ医者・お命預かります!』（はぐれいしゃ・おいのちあずかります）は、テレビ朝日系列で放送されていた日本の時代劇。主演は藤田まこと。
1993年12月30日にスペシャルドラマとして放送。
1995年1月26日より3月30日まで毎週木曜日20:00 - 20:54に、「木曜時代劇」枠で放送。
藤田まことが、これまでとは一味違うヒーロー像に挑んだ作品。

## 物語
蘭学医の淳道は、かつて剣の達人として名を馳せたが、御家騒動に巻き込まれて脱藩し、今では医者として人の命を救っている。しかし、どうしても許せぬ悪に対面すると、診療道具を持って闇に消え、悪人たちを闇に葬る。

## キャスト
- 相良淳道 - 藤田まこと
- 小林藤次 - 錦織一清
- おみつ - 水野美紀
- 神山道喜 - 左とん平
- 相良ぎん - 南美江
- 勝小吉 - 田村亮
- おさき - 沢田亜矢子

### ゲスト
SP 「女を愛し悪を斬る世直し殺法」
- おみつ - 石野陽子
- 小林藤次 - 西川弘志
- 相良しづ - 野村昭子
- 伊勢屋宇兵衛 - 萩原流行
- 大塚陣十郎 - 秋野太作
- 鳥居又兵衛 - 菅貫太郎
- 杉山中庵 - 鶴田忍
- 宮脇庄太夫 - 島田順司

第1話 「快楽殺人」
- 泉屋仁兵衛 - 誠直也
- 岡部弥十郎 - 立川三貴
- 為吉 - 新井昌和
- 市 - 西尾塁
- おちよ - 及川佳奈
- 同心川口 - 笹木俊志
- 郎党 - 木谷邦臣
- ごろつき - 福本清三
- 猪俣 - 溝田繁

第2話 「咬み犬」
- およし - 中原果南
- キヌ - 松岡由美
- 右平 - 小沢象
- 孫十郎 - 曽根晴美
- 本屋 - 北見唯一
- 小料理屋の亭主 - 石倉英彦

第3話 「仮病の女」
- おしん - 辻沢杏子
- 与兵衛 - 内田直哉
- 為吉 - 新井昌和
- 池田屋八右衛門 - 冷泉公裕
- 疾風の権次 - 岩尾正隆
- 大名 - 水島涼太
- 河内屋 - 大木晤郎

第4話 「乳岩の女」
- おさん - 藤田佳子
- 秩父屋三九郎 - 鶴田忍
- 喜助 - 中田浩二
- 茂平次 - 高品剛

第5話 「妻売る侍」
- 高山大九郎 - 佐藤仁哉
- 美和 - 丸山ひでみ
- 奥村瑞庵 - 滝田裕介
- 近江屋嘉兵衛 - 椎谷建治
- 達川玄之進 - 出水憲

第6話 「臨月の女」
- 坂本雪乃 - 蜷川有紀
- 直平 - 加藤純平
- 坂本武兵衛 - 山本清
- 伊之吉 - 朝日完記
- 老婆 - 新海なつ
- 佐吉 - 峰蘭太郎
- 高浜屋玄蔵 - 有川博

第7話 「女房殺し」
- 深尾平之助 - 丹波義隆
- 関口菊枝 - 松永麗子
- 関口三郎兵衛 - 穂高稔

第8話 「贋金造り」
- 喜助 - 梅野泰靖
- おいと - 吉野真弓
- 万屋忠兵衛 - 石山律雄
- 清次 - 堀田真三
- 直次 - 木谷邦臣
- 番頭 - 矢部義章

最終話 「人体解剖! 殿様になりたくなかった男」
- 土屋定信 - 渡部篤郎
- お八重 - 濱田万葉
- 駿河屋清右衛門 - 石橋蓮司
- 賀川有斎 - 中田博久
- 金沢弥九郎 - 井上高志
- 喜平次 - でんでん
- おさい - 三浦徳子
- 柿沢四郎五郎 - 有川正治
- お浪 - ひろみどり
- そば屋 - 牧冬吉
- 遠山左衛門尉景元 - 山城新伍（特別出演）
- 石坂宗哲 - 御木本伸介
- 田辺甚助 - 深江章喜

## スタッフ
- 脚本 - 宮川一郎、鈴木則文、小木曽豊斗
- 音楽 - 渡辺俊幸
- 監督 - 鷹森立一、関本郁夫、宮越澄、杉村六郎、上杉尚祺、岡屋龍一
- 主題歌 - 
  - スペシャル版：堀内孝雄「夢見鶏」（作詞：荒木とよひさ、作曲：堀内孝雄）
  - レギュラー版：堀内孝雄「夢酔枕」（作詞：荒木とよひさ、作曲・堀内孝雄）
- プロデューサー - 白崎英介、桑原秀郎、橋本新一、渡辺操（スペシャル版のみ）
- 制作 - テレビ朝日、東映

## 放送日程
スペシャル
- 20:00 - 21:48（木）に放送。

| 放送日         | サブタイトル               | 脚本     | 監督     |
| -------------- | -------------------------- | -------- | -------- |
| 1993年12月30日 | 女を愛し悪を斬る世直し殺法 | 宮川一郎 | 鷹森立一 |

連続ドラマ
- 最終話は20:00 - 21:48に放送。

| 話数   | 放送日        | サブタイトル                       | 脚本       | 監督     |
| ------ | ------------- | ---------------------------------- | ---------- | -------- |
| 第1話  | 1995年1月26日 | 快楽殺人                           | 宮川一郎   | 鷹森立一 |
| 第2話  | 1995年        | 咬み犬                             | 宮川一郎   | 鷹森立一 |
| 第3話  | 1995年        | 仮病の女                           | 宮川一郎   | 鷹森立一 |
| 第4話  | 1995年        | 乳岩の女                           | 宮川一郎   | 関本郁夫 |
| 第5話  | 1995年        | 妻売る侍                           | 鈴木則文   | 宮越澄   |
| 第6話  | 1995年        | 臨月の女                           | 鈴木則文   | 関本郁夫 |
| 第7話  | 1995年        | 女房殺し                           | 小木曽豊斗 | 杉村六郎 |
| 第8話  | 1995年        | 贋金造り                           | 小木曽豊斗 | 上杉尚祺 |
| 最終話 | 1995年3月30日 | 人体解剖! 殿様になりたくなかった男 | 宮川一郎   | 岡屋龍一 |